# Un lion de société
Pour plus de détails, voir Fiche technique et Distribution.
Un lion de société (Social Lion) est un court métrage d'animation américain réalisé par Walt Disney Productions, sorti le 15 octobre 1954.

## Synopsis
Un lion est capturé durant un safari et envoyé à New York, où il est accidentellement laissé libre, mais personne n'est intimidé par lui...

## Fiche technique
- Titre original : Social Lion
- Autres titres[1] :
  - France : Un lion de société
  - Suède : Ett Lejon på vift
- Réalisateur : Jack Kinney
- Scénario : Milt Schaffer, Dick Kinney
- Voix : Paul Frees (président du club des lions)
- Animateur :  Norman Ferguson
- Layout : Bruce Bushman
- Background : Thelma Witmer
- Effets visuels: Dan MacManus
- Musique originale : Oliver Wallace
- Producteur : Walt Disney
- Société de production : Walt Disney Productions
- Distributeur : RKO Radio Pictures
- Date de sortie : 15 octobre 1954[2]
- Format d'image : Couleur (Technicolor)
- Son : Mono (RCA Photophone)
- Durée : 6 min
- Langue : (en)
- Pays :  États-Unis

## Commentaires
Le lion de ce film est graphiquement proche de Lambert le lion bêlant, héros du film homonyme sorti en 1952.